# Amatol T
Amatol T – kruszący materiał wybuchowy z okresu I wojny światowej, mieszanina 45% azotanu amonu, 30% trotylu, 23% aluminium i 2% węgla drzewnego.